# Australian Open 2009/Herrendoppel-Rollstuhl
Das Herrendoppel (Rollstuhl) der Australian Open 2009 war ein Rollstuhltenniswettbewerb in Melbourne und fand vom 28. bis zum 31. Januar statt.
Titelverteidiger waren Shingo Kunieda und Satoshi Saida, der aber in diesem Jahr nicht antrat.

## Setzliste
| Nr. | Paarung                           | Erreichte Runde |
| --- | --------------------------------- | --------------- |
| 01. | Stéphane Houdet Michaël Jeremiasz | Halbfinale      |
| 02. | Robin Ammerlaan Shingo Kunieda    | Sieg            |

## Ergebnisse
Zeichenerklärung
- Q = Qualifikant
- WC = Wildcard
- LL = Lucky Loser
- ITF = qualifiziert über ITF-Ranking
- ALT = alternate (Ersatz)
- PR = Protected Ranking
- SE = Special Exempt
- r = retired (Aufgabe)
- d = Disqualifikation
- w.o. = walkover
- [ ] = Match-Tie-Break

|  | Halbfinale | Halbfinale                        | Halbfinale | Halbfinale | Halbfinale |  |  | Finale | Finale                         | Finale | Finale | Finale |
|  |            |                                   |            |            |            |  |  |        |                                |        |        |        |
|  |            |                                   |            |            |            |  |  |        |                                |        |        |        |
|  | 1          | Stéphane Houdet Michaël Jeremiasz |            |            |            |  |  |        |                                |        |        |        |
|  |            | Stefan Olsson Maikel Scheffers    | w.         | o.         |            |  |  |        |                                |        |        |        |
|  |            |                                   |            |            |            |  |  |        | Stefan Olsson Maikel Scheffers | 5      | 1      |        |
|  |            |                                   |            |            |            |  |  | 2      | Robin Ammerlaan Shingo Kunieda | 7      | 6      |        |
|  |            | Martin Legner Ben Weekes          | 1          | 2          |            |  |  |        |                                |        |        |        |
|  | 2          | Robin Ammerlaan Shingo Kunieda    | 6          | 6          |            |  |  |        |                                |        |        |        |
|  |            |                                   |            |            |            |  |  |        |                                |        |        |        |